# إليسيو فالكون
إليسيو فالكون (بالإسبانية: Eliseo Falcón Falcón)‏ هو لاعب كرة قدم إسباني في مركز الدفاع، ولد في 11 فبراير 1997 في إشبيلية في إسبانيا. لعب مع Sevilla FC C ‏.

## وصلات خارجية
- إليسيو فالكون على موقع قاعدة بيانات كرة القدم.إي يو (الإنجليزية)
- إليسيو فالكون على موقع Soccerway.com (الإنجليزية)
- إليسيو فالكون على موقع AS.com (الإسبانية)